# 蕭敦善
蕭敦善（Sam siew，1984年5月21日—），馬來西亞创作歌手。自2014年6月发了首张个人创作EP《春夏秋冬》后，2015年6月又推出了第二张迷你专辑《人生》。

## 創作
- 凡人的罪过（广东）
- 愿放手 （广东）
- 春夏秋冬 （广东）
- 原谅 （华语）
- 不曾拥有 （华语）
- 不想寂寞 （华语）

## 獎項
- 2010年全马滚石创作大赛10强
- 2011年吉隆坡创作大赛冠军（凡人的罪过）
- 2011年金马王宫歌唱大赛亚军
- 2014年入围Neway最佳新人奖
- 2015馬來西亞娛協獎《最佳獨立原創專輯入圍》